# Księga stadna
Księga stadna – księga hodowlana koni. W Polsce księgi stadne wydają:
- Polski Klub Wyścigów Konnych
  - Księga Stadna Koni Pełnej Krwi Angielskiej, w międzynarodowym skrócie PSB (Polish Stud Book).[1]
  - Księga Stadna Koni Arabskich Czystej Krwi, w międzynarodowym skrócie PASB (Polish Arabian Stud Book)[2]

- Polskie Towarzystwo Kuce Szetlandzkie
  - Księga Stadna Kuców Szetlandzkich[3]

- Polski Związek Hodowców Koni
  - Księga Stadna Koni Rasy Małopolskiej (Km), tomy: I, II, III, IV, V, VI, VII/1, VII/2, VII/3
  - Księga Stadna Koni Rasy Wielkopolskiej (Kwlkp), tomy: I/1, I/2, II/1, II/2, III/1, III/2, IV/1, IV/2, V/1, V/2, VI/1, VI/2, VII/1
  - Księga Stadna Koni Szlachetnych Półkrwi (Ksp), tomy: I, II
  - Księga Stadna Koni Rasy Śląskiej (Ksl), tomy: I, II, III, IV, V, VI, VII, VIII/1
  - Księga Stadna Koni Zimnokrwistych (Kz), tomy: I, II/1, II/2, III/1, III/2, IV/1, IV/2, V/1, V/2, VI/1
  - Księgi Stadne Koni Huculskich (Khc) i Koników Polskich (Kkn), tomy: I, II, III, IV, V, VI, VII, Kkn VIII, Khc VIII, Kkn IX
  - Krajowy Rejestr Koni Małych (KRKM), tom I
  - Rejestr Kuców i Koni Małych (Rkkm), tom II[4]